# Волновая оптика
Волновая оптика — отдел физической оптики, в котором изучают интерференцию, дифракцию, поляризацию и другие явления, для понимания которых необходимо и достаточно представление о волновой природе света. К волновой оптике не относится геометрическая оптика (и, соответственно, фотометрия и большая часть теории оптических приборов), где не требуются волновые представления и достаточно описания света в виде лучей. К волновой оптике также не относится оптика явлений, которые волновая теория не может объяснить (например, линейчатые и полосатые спектры, тепловое излучение, фотоэффект, люминесценция, лазеры, квантовый шум и другие).

## История
Во 2-й половине XVII века Христиан Гюйгенс установил волновой характер распространения света. Благодаря исследованиям Т. Юнга, О. Френеля, Д. Араго и др. волновая оптика получила существенное развитие. Их опыты позволили объяснить интерференцию, дифракцию и поляризацию света.

## Соотношение между волновой и физической оптикой
В англоязычной терминологии по историческим причинам «wave optics» и «physical optics» являются синонимами. В прошлом такое положение проникало и в русскоязычную терминологию:

До возникновения квантовой теории света (1905) приходилось отличать два метода рассмотрения оптических явлений. Первым методом пользовалась так называемая геометрическая оптика, вторым — волновая оптика, которую в былые времена ещё почему-то называли физической оптикой.

В современной русскоязычной стандартной физической терминологии волновая оптика и физическая оптика не отождествляются:
ВОЛНОВАЯ ОПТИКА, раздел физ. оптики, изучающий совокупность таких явлений, в к-рых проявляется волн. природа света.
В таких учебниках, как «Физическая оптика» Дитчберна, «Физическая оптика» Ахманова и Никитина, «Основы физической оптики» Шандарова рассматриваются как волновая оптика, так и явления, не входящие в неё (например, квантовые явления).

## Приближения волновой оптики
Волновая оптика является лишь приближением по сравнению с более точной квантовой электродинамикой. Слово «physical» в англоязычном названии волновой оптики означает, что она более физическая, чем геометрическая или лучевая оптика, а не то, что это точная физическая теория.:11–13
Волновая оптика основана на классических электромагнитных уравнениях — уравнениях Максвелла. В рамках волновой оптики существуют ещё более упрощённые приближения, например, приближение, основанное на принципе Гюйгенса — Френеля. В этом контексте это промежуточное приближение между геометрической оптикой, которая игнорирует волновые эффекты, и электромагнетитной теорией, которая является более точной.
Это приближение состоит в использовании лучевой оптики для оценки поля на поверхности и последующим интегрированием этого поля по поверхности для расчёта прошедшего или рассеянного поля. Это напоминает борновское приближение, в котором детали проблемы рассматриваются как возмущение. В оптике это стандартный способ оценки дифракционных эффектов. В радиофизике это приближение используется для оценки аналогичных оптическим эффектов. Это приближение моделирует несколько интерференционных, дифракционных и поляризационных эффектов, но не зависимость дифракции от поляризации. Поскольку это высокочастотное приближение, оно более точно описывает оптику, чем радиофизику.
Задача волновой оптики обычно состоит из интегрирования поля, полученного из геометрической оптики, по всей площади линзы, зеркала или отверстия для расчёта прошедшего или рассеянного света.
При радиолокационном рассеянии это обычно означает нахождение приближённого тока, который был бы обнаружен на касательной плоскости в геометрически освещённой части поверхности рассеивателя. Ток на затенённых участках принимается за ноль. Рассеянное поле затем получается посредством интегрирования по этим приближённым токам. Это полезно для тел с большими гладкими выпуклыми формами и для поверхностей с потерями (с низким отражением).
Поле геометрической оптики или ток обычно не точны вблизи краёв или теневых границ, если только они не дополнены расчётами дифракции и моделью ползучей волны.
Стандартное приближение волновой оптики имеет некоторые недостатки в оценке рассеянных полей, что приводит к снижению точности в случае отличия задачи от простого отражения. Усовершенствованная теория, введённая в 2004 году, даёт точные решения задач, связанных с дифракцией волн на проводящих рассеивателях.